# Notre-Dame du Signe
Notre-Dame du Signe, Vierge du Signe, Platytera,  ou icône du Miracle de la Mère de Dieu de l'Incarnation (en russe : Икона Знамение Пресвятой Богородицы) appartient au type d'icône byzantine dit orante. C'est une des icônes les plus vénérées. Sa célébration a lieu chaque année, le 27 novembre selon le calendrier julien (10 décembre selon le calendrier grégorien).

## Description
L'icône montre l'image de Notre-Dame priant en élevant les mains (orante), et portant sur sa poitrine l'Enfant Jésus en buste dans une imago clipeata (un médaillon circulaire en forme de petit bouclier, le clipeus). Ce médaillon donne parfois le nom d'icône de l'Incarnation à l'icône en plus de celui du Signe. Notre-Dame est en buste, mais peut être assise ou debout. 
Ses dimensions sont de 59 sur 52,7 cm. Le revers de l'icône représente Joachim (père de Marie) et Anne (mère de Marie), en prière devant Jésus-Christ. Au XVIe siècle, l'icône a été restaurée probablement par Macaire (métropolite de Moscou). De l'icône primitive il ne subsiste pratiquement que des fragments de la maforii et de la robe de la Vierge, ainsi que du médaillon qui entoure l'image de Jésus. Le revers de l'icône est resté dans l'état originel. De nombreux saints y sont représentés.

## Le Signe
Le nom de l'icône de Notre-Dame du Signe fait référence à la médiation ou Intercession de la Mère de Dieu. À sa miséricorde pour tous les hommes. Le mot russe Znaménié, en français Signe peut encore, être traduit par apparition en l'occurrence celle de l'ange de l'Annonciation à Marie  et la promesse de la Naissance du Christ . Cette icône est une manifestation de la théologie de l'icône et les interprétations qui en sont données sont multiples.

## Histoire
Les récits de miracles liés à l'icône de Notre-Dame du Signe débutent en 1170, quand les forces du prince André Bogolioubski et leurs alliés assiègent la ville de Veliki Novgorod. Les forces en présence sont inégales, et les Novgorodiens se mettent à prier pour qu'un miracle se produise. Selon la légende, le troisième jour du siège, l'archevêque de Novgorod Johan entend une voix céleste, qui lui ordonne de prendre l'icône dans l'Église de la Transfiguration-du-Sauveur-sur-Iline et de l'amener en procession sur les murs d'enceinte du kremlin de la ville.

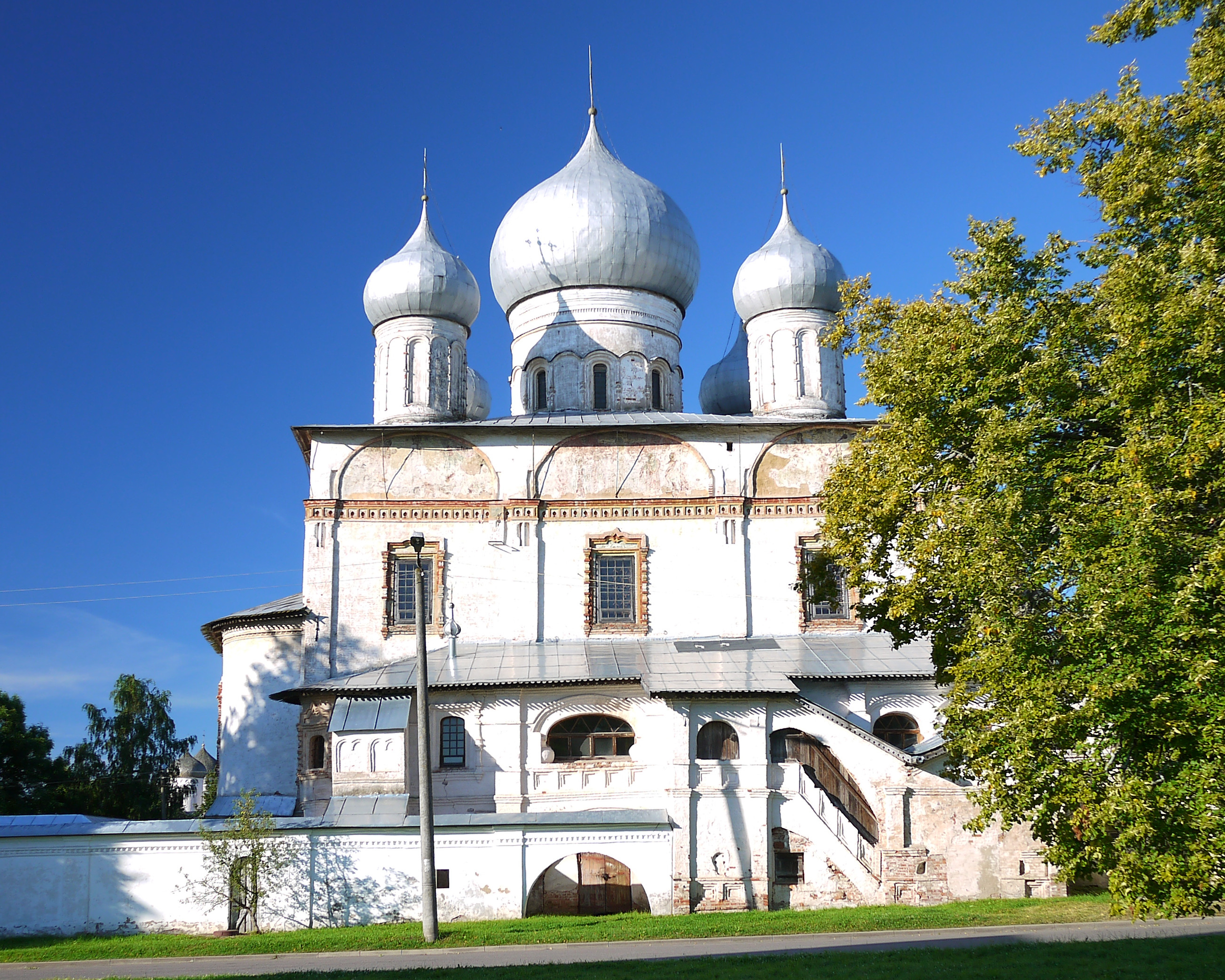
Cathédrale de N.-D. du Signe Veliky Novgorod.

 Au cours de la procession, les assaillants envoient un faisceau de flèches et l'une d'entre elles atteint le visage de la Notre-Dame. De ses yeux coulent alors des larmes, et elle tourne son visage vers le peuple de Novgorod. À ce moment, les assaillants sont pris d'une terreur indescriptible, ils jettent leurs armes, se battent entre eux et finissent par quitter précipitamment la ville. Les Novgorodiens poursuivent leurs ennemis et remportent une victoire totale. C'est le miracle de La bataille des Souzdaliens et des Novgorodiens et de la victoire de ces derniers grâce à l'icône de Notre-Dame du Signe.

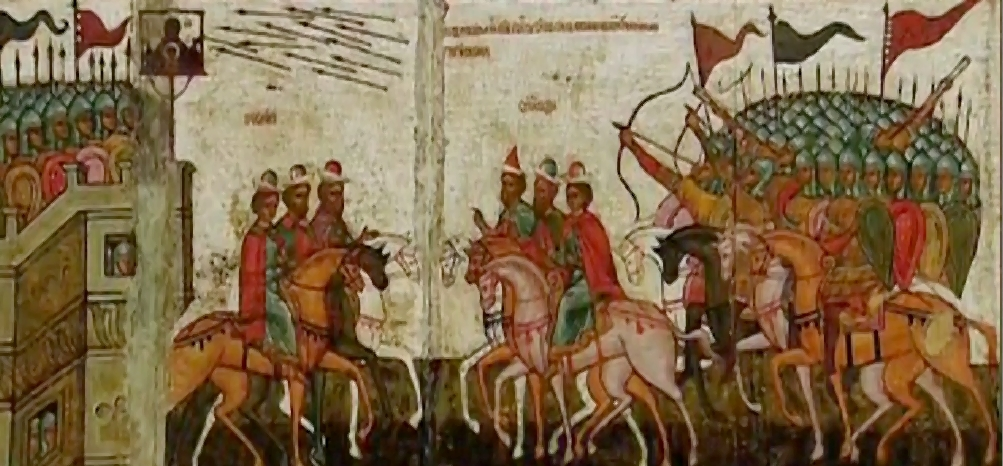
La bataille des Souzdaliens et des Novgorodiens XVe siècle.

En souvenir de celui-ci, l'archevêque Ilia de Novgorod créa un jour de fête en l'honneur de l'icône au XIIe siècle. Cette fête existe toujours aujourd'hui en Russie. En 1354 l'icône est déplacée de l'église de la Transfiguration-du-Sauveur-sur-Iline vers l'église de Notre-Dame du Signe. Par la suite cette église devint la cathédrale du Signe. Après la révolution d'octobre 1917, l'icône fut placée dans un musée. À l'époque de la Seconde Guerre mondiale, elle fut évacuée et elle revint au musée à la fin de la guerre.
En août 1991, l'icône est retournée dans le patrimoine de l'Église orthodoxe russe. Elle est aujourd'hui à la cathédrale Sainte-Sophie de Novgorod.

## Liens

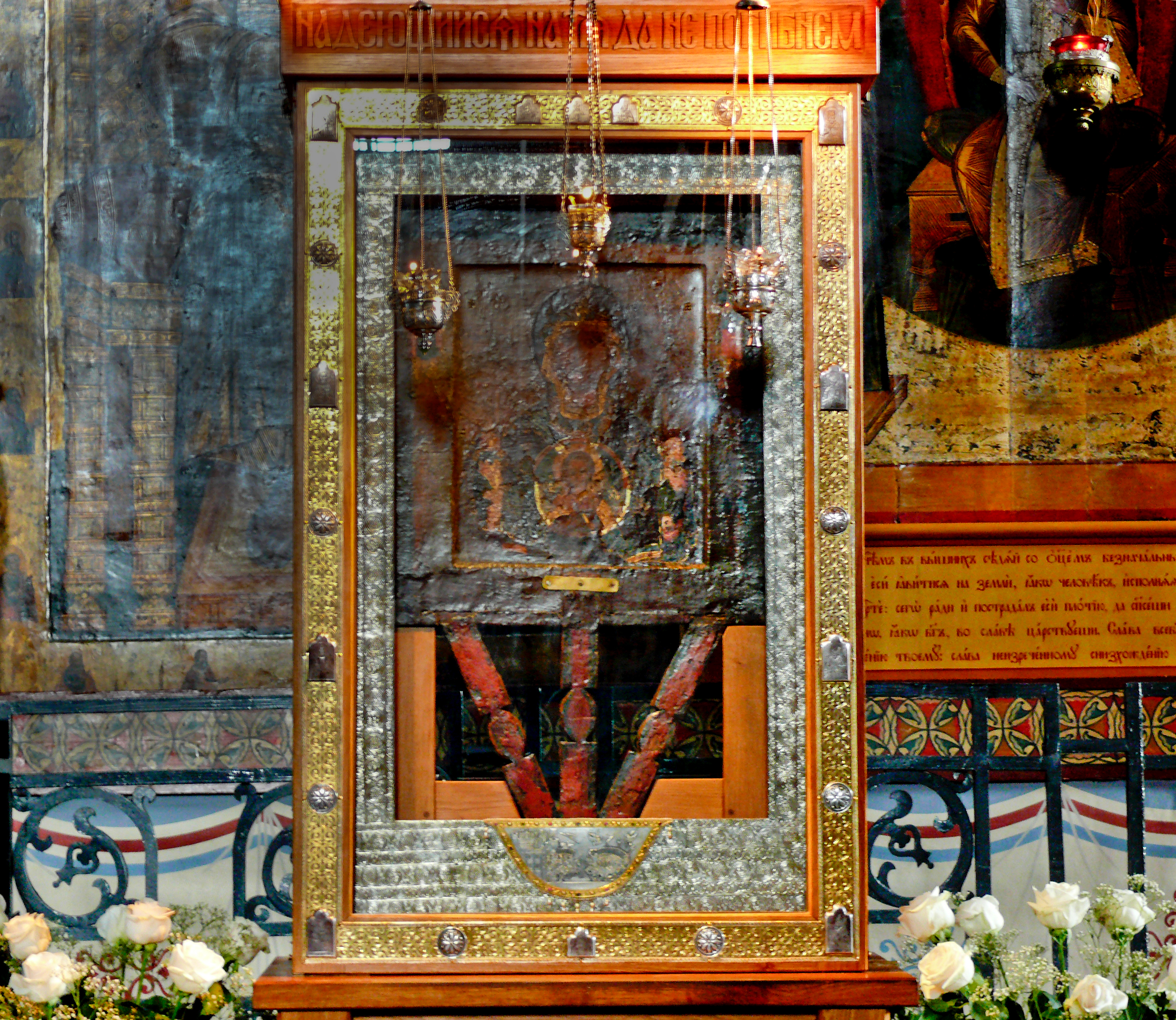
Icône du Signe dans son écran de protection à la cathédrale Sainte-Sophie.

Un grand nombre de copies de cette icône a été réalisé en Russie. Certaines sont considérées comme miraculeuses et portent alors le nom de l'endroit où le miracle est réputé s'être produit.
Du 30 septembre au 11 octobre 2009, une copie de l'icône de Notre-Dame du Signe a fait 176 fois le tour de la Terre dans le vaisseau spatial russe « Soïouz TMA-16 », («Союз ТМА-16»). Le vol a été organisé dans le cadre du projet « Expédition orthodoxe » avec la bénédiction du patriarche de Moscou et de toutes les Russies Cyrille comme on le ferait pour une procession.

## Icônes semblables
Des représentations semblables à celle de Notre-Dame du Signe existent depuis le début du christianisme. Parmi les plus anciennes existe celle de la Vierge des catacombes de Sainte Agnès à Rome qui date du IVe siècle. Notre-Dame est représentée avec l'enfant Jésus sur les genoux. La tradition a poursuivi ce type de représentation dans l'iconographie byzantine. En Grèce, l'image est en général associée à la Naissance de Jésus-Christ et c'est dans l'orthodoxie russe qu'elle est plus souvent associée à la miséricorde de Notre-Dame pour tous les hommes.